# Клебърн (окръг, Алабама)
Окръг Клебърн (на английски: Cleburne County) е окръг в щата Алабама, Съединени американски щати. Площта му е 1453 km², а населението – 15 056 души (1 април 2020). Административен център е град Хефлин.